# 30095 Tarabode
30095 Tarabode este o planetă minoră (asteroid), cu un diametru de 2,754 km, din centura de asteroizi. A fost descoperită pe 3 martie 2000 la Catalina Station⁠(d) de Catalina Sky Survey. 
Obiectul prezintă o orbită caracterizată de o semiaxă mare de 2,1739985 UAi, o excentricitate de 0,06, o înclinație de 4,50243 ° în raport cu ecliptica.